# Тальфанг
Тальфанг (нем. Thalfang) — община в Германии, в земле Рейнланд-Пфальц. 
Входит в состав района Бернкастель-Витлих. Подчиняется управлению Тальфанг ам Эрбескопф.  Население составляет 1770 человек (на 31 декабря 2010 года). Занимает площадь 19,44 км².